# Henri Dès
Pour les articles homonymes, voir Dès.
Henri Dès , de son vrai nom Henri Destraz, né le 14 décembre 1940 à Renens  est un auteur-compositeur-interprète suisse francophone principalement connu pour son répertoire pour enfants.

## Biographie

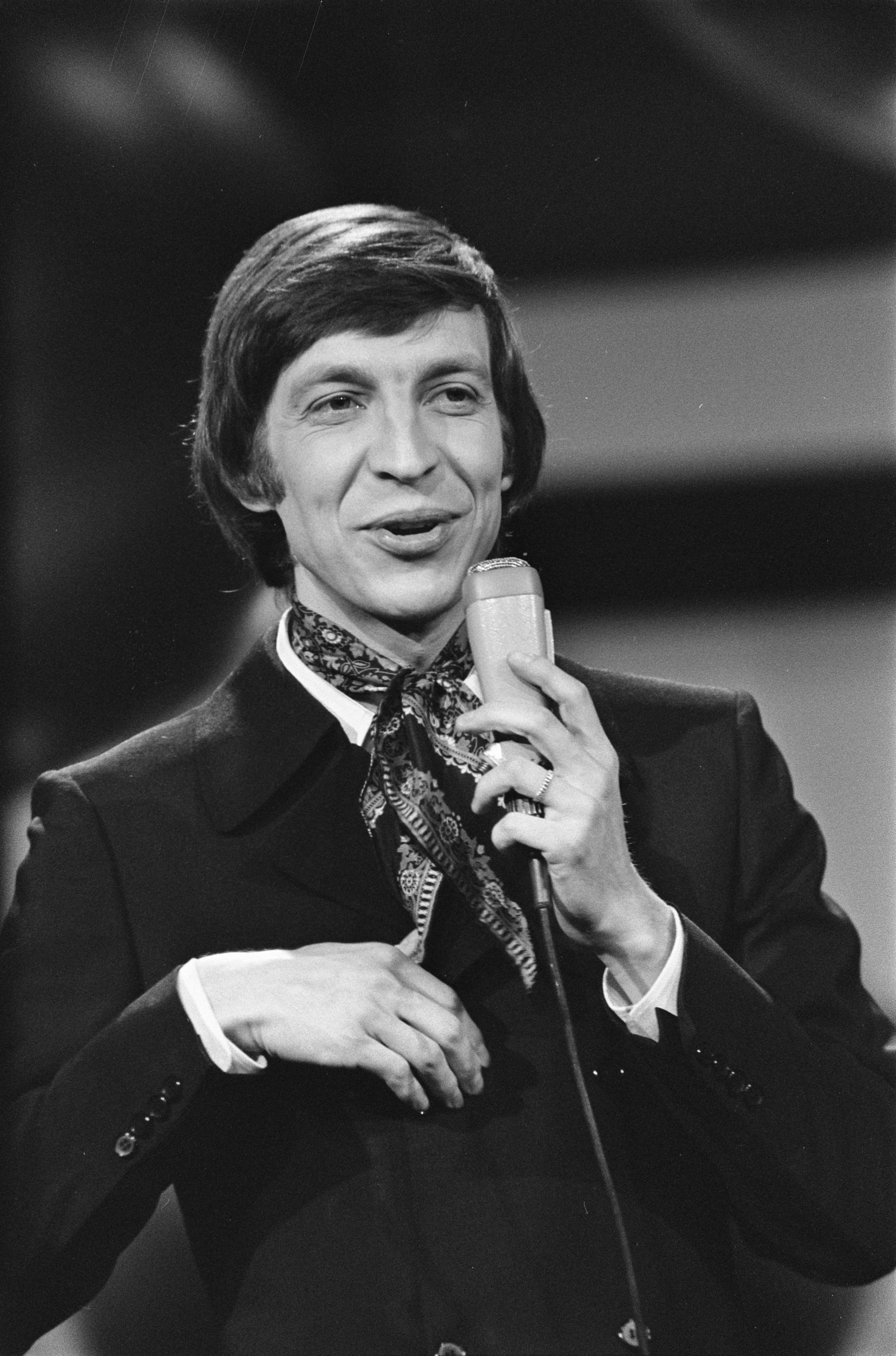
Henri Dès au Concours Eurovision de la chanson 1970.

Henri Louis Destraz, qui porte les prénoms de ses deux grands-pères, naît le 14 décembre 1940 à Renens. Il est le second enfant de Georges Destraz (1901-1958), pédicure, et de Moïsette Crottaz (1911-1987), coiffeuse.
Quittant en 1958 l'école sans diplôme, Henri Destraz entreprend sans grand succès un apprentissage de dessinateur-architecte. Après un service militaire de quatre mois, il exerce plusieurs métiers, dont celui de vendeur de savonnettes et de concasseur de camions. Il se met à la guitare en autodidacte, Elvis Presley et Georges Brassens étant ses deux références musicales majeures. Il débute à Lausanne (Suisse) dans un cabaret appelé « Le coup d'essai » et participe à l'émission « Coup d'essai » à la radio suisse romande en 1962 et, à la même époque, rencontre Mary-Josée Chastellain (1941-2017), qu’il épouse en 1964.
Destraz, devenu Henri Dès, est remarqué par Salvatore Adamo, de passage en Suisse, qui l'encourage et le recommande à des personnes importantes du milieu de la chanson, ce qui l'incite à venir à Paris où il débute modestement en se produisant aux terrasses des cafés et dans les petits cabarets de la Rive Gauche. Au Concours Eurovision de la chanson 1970, il représente la Suisse. Il termine 4e ex æquo avec Guy Bonnet et Julio Iglesias. Sa chanson Retour est la deuxième à être diffusée, sous la direction orchestrale de Bernard Gérard.
Dans un premier temps, il se consacre exclusivement à des disques pour adultes. Ses chansons dépeignent divers aspects de la vie quotidienne : romantique (C'est pour la vie, Quand on revient d'ailleurs, Elle est belle), réaliste (Maria Consuelo), ou farfelu (Les Cons, Le Réveille-matin, Cyrano savait ça). Sa chanson J'avais un enfant est, à sa demande, interdite d'émission sur les radios à la suite d'un drame personnel : la perte de son fils Julien, qui ne vit que huit jours. Suivent d’autres enfants, Pierrick (27 août 1970, alias Mouloud Rochat), et Camille (6 mai 1975).
En 1976, Henri Dès compose la musique des aventures animées de Yok-Yok, créées par le dessinateur Etienne Delessert à la suite d'une commande de la Télévision suisse romande pour une série de brefs films d'animation destinés à signaler la fin du programme pour enfants sur la chaîne. Par la suite, Étienne Delessert illustrera les pochettes de plusieurs dizaines d'albums d'Henri Dès.
Henri Dès fonde sa propre maison de disques, « Mary-Josée », du prénom de sa femme. En 1977, il publie son premier album pour enfants, Cache-Cache, et dès lors produira 36 albums pour la jeunesse : livres, contes, concerts, comédies musicales, dont 18 en tant qu'auteur-compositeur. Pour certaines de ses chansons du début, il est accompagné par son fils Pierrick ou sa fille Camille.
En 1981, il présente la dernière saison de l'émission de Christophe Izard : Les Visiteurs du mercredi, et, en 1985, il reçoit son premier Disque d’Or. Il enchaîne les tournées en Suisse, France, Belgique et au Québec, et chante à Paris dans des salles prestigieuses : Salle Pleyel, Casino de Paris, Espace Cardin. À l’Olympia, il donne 94 représentations entre 1986 et 2013.
Sa popularité s’étend sur trois générations. Parmi ses chansons les plus connues, il y a Les Bêtises à l'école, La Petite Charlotte, Le Beau Tambour, La Fourmi amoureuse, Chanson pour mon chien, Polyglotte, La Glace au citron, La Machine, Le Petit Zinzin, Mon gros loup, mon petit loup, Le Fantôme, Gâteau, Quand j'éteins la lumière, La Grande Aventure ou encore Mon ami le poisson fait de la natation.
Il reçoit de nombreuses récompenses, dont trois Victoires de la musique : en 1995 pour L’Évasion de Toni, en 1997 pour Far West et en 2001 pour Du soleil.
En 2003, sa collection Le Monde d’Henri Dès est Disque de diamant. La majorité de ses disques sont Disque d'Or.
Entre la France et la Suisse, une trentaine d'écoles, crèches, centres de loisirs et salles de musique portent son nom.
En 2012, il fait partie des 60 personnalités qui font leur entrée dans la nouvelle édition du Petit Larousse illustré.
En 2014, il crée sa propre radio sur le web : Radio Henri Dès.
Le 30 septembre 2016, Henri Dès sort un album live enregistré à l'Amalgame d'Yverdon avec le duo Explosion de caca (dont fait partie son fils Pierrick Destraz), alors rebaptisé Ze Grands Gamins. Dans cet album intitulé Henri Dès & Ze Grands Gamins : "Ze Concert", le duo réarrange les classiques du chanteur à leur sauce « punk-thrash-musette ». Une tournée est ensuite organisée en Suisse, en France et en Belgique.
En 2019, Henri Dès revient à Paris, à La Grande Comédie avec le spectacle En solo. Avec Ze Grands Gamins, il joue notamment au festival Mégascène et au Motocultor Festival où il est acclamé par 12 000 personnes passionnées,.
Le 28 novembre 2019, son entourage annonce qu'il est contraint d'annuler une série de concerts à Paris des suites d'un malaise cardiaque. Deux mois plus tard, en pleine forme, il se prépare à reprendre la route à 79 ans. De nouveaux concerts sont planifiés dès mars 2020, mais à cause de la pandémie de Covid-19 en France, son spectacle En solo que le Casino de Paris aurait dû accueillir en décembre de la même année est ajourné.
Henri Dès est le premier auteur-compositeur à avoir enregistré un album volumétrique en icologram,. En décembre 2023, sa chanson Le Beau Tambour est devenue la première à être immortalisée en 3D sous forme d’hologramme interactif,.

## Discographie

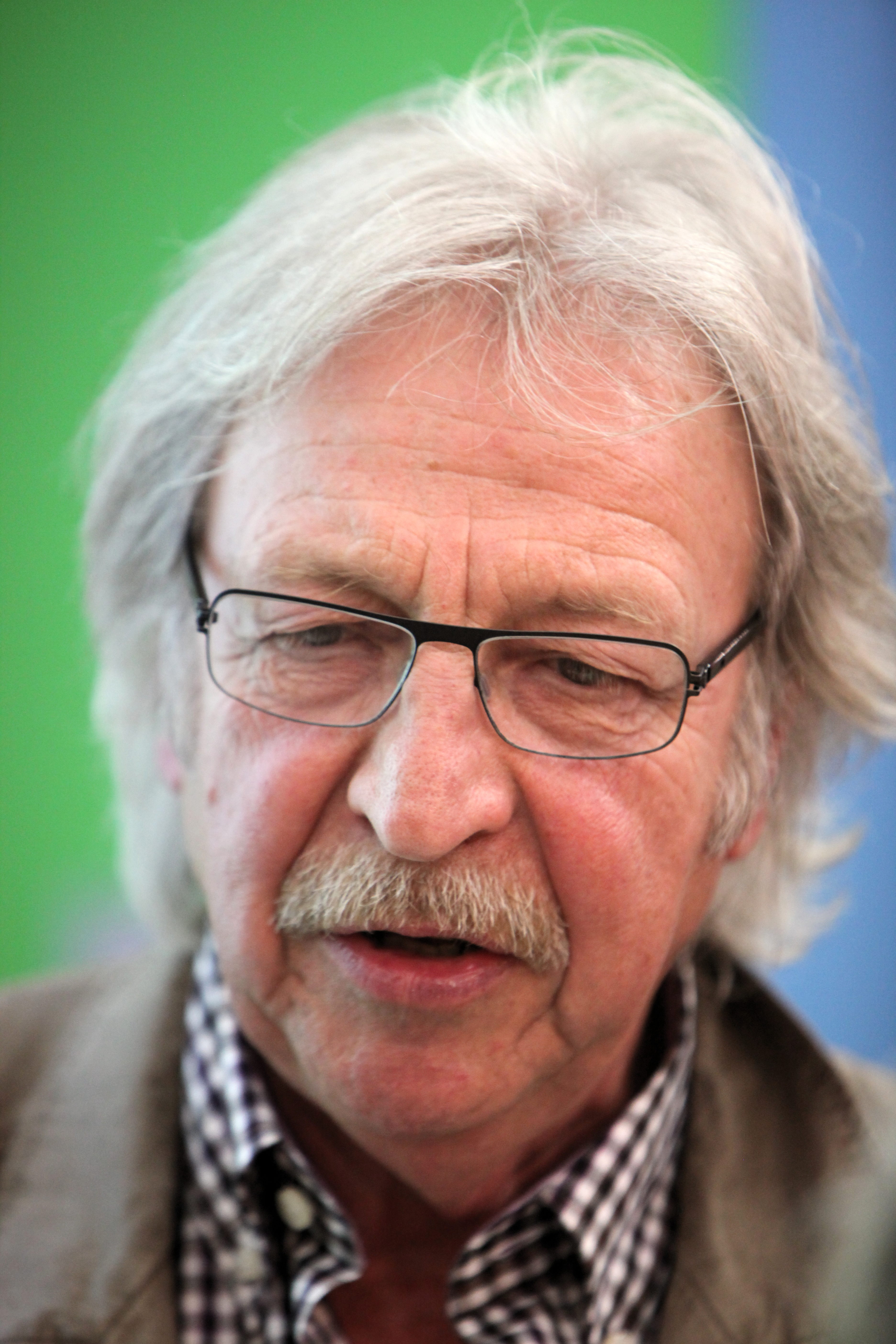
Henri Dès au Salon du livre 2011 à Genève.

### Disques pour enfants

#### Série principale
1. 1977 : Cache-cache
2. 1979 : La Petite Charlotte
3. 1980 : Flagada
4. 1982 : L'Âne blanc
5. 1984 : Dessin fou
6. 1986 : Le Beau Tambour
7. 1988 : La Glace au citron
8. 1991 : Les Bêtises
9. 1993 : Le Crocodile
10. 1995 : Far West
11. 1997 : On peut (pas) tout dire
12. 1999 : Du soleil
13. 2001 : C'est le Père Noël
14. 2002 : Comme des géants
15. 2007 : Gâteau
16. 2008 : L'Hirondelle et le Papillon
17. 2011 : Abracadabra
18. 2013 : Casse-pieds

#### Autres albums
- 1975/1978 : Henri Dès chante avec Pierrick (réédité en 2018)
- 1979 : Henri Dès chante pour les enfants
- 1981 : Yok-Yok Chante (musique seulement, chansons de Anne Van Der Essen et Pierre Grosz)
- 1985 : Les Trésors de notre enfance, vol. 1 (chansons traditionnelles)
- 1990 : Les Trésors de notre enfance, vol. 2 (chansons traditionnelles)[15]
- 1989 : Toni et Vagabond (comédie musicale)
- 1994 : L'Évasion de Toni (comédie musicale)
- 2005 : Polissongs (chansons francophones reprenant les instrumentations de chansons anglophones)
- 2018 : Zinzin (reprises rock de ses chansons avec le groupe de son fils Ze Grands Gamins)

#### Albums en concert
- 1989 : Olympia 1989
- 1996 : Olympia 1996
- 1998 : Olympia 1998
- 2000 : Olympia 2000
- 2003 : Olympia 2003
- 2006 : Olympia 2006
- 2009 : Olympia 2009
- 2009 : Carte blanche à Henri Dès au festival Mino
- 2011 : Tout simplement
- 2014 : Le super concert
- 2016 : Henri Dès & Ze Grands Gamins

#### Livres-CD et livres sonores
- 2006 : Les plus belles berceuses d'Henri Dès (livre-CD)
- 2010 : La Petite Charlotte (livre-CD)
- 2011 : Flagada (livre-CD)
- 2011 : Cache-cache (livre-CD)
- 2012 : L'Âne blanc (livre-CD)
- 2012 : Dessin fou (livre-CD)
- 2013 : Casse-pieds (livre-CD)
- 2014 : Les Bêtises (livre-CD)
- 2018 : Mes premières chansons d'Henri Dès (livre sonore), illustrations de Marc Boutavant
- 2020 : Mes premières chansons d'Henri Dès métal (livre sonore), illustrations d’Aurélie Guillerey
- 2020 : Mes 15 chansons d'Henri Dès (livre piano), illustrations de Roisin Hahessy

#### Compilations
- 2000 : Ma Minithèque - Volume 1
- 2001 : Ma Minithèque - Volume 2
- 2012 : En 25 chansons (album de compilation)
- 2014 : 50 ans de chansons (double-album de compilation)
- 2015 : La ménagerie des animaux (album de compilation illustré)
- 2016 : Le train fantôme (album de compilation illustré)
- 2017 : Chansons fou-rires (album de compilation illustré)
- 2018 : 12 chansons à croquer (album de compilation)
- 2019 : En solo - Les chansons (album de compilation)
- 2019 : Album de famille (album de compilation)
- 2020 : 12 chansons pour être heureux (album de compilation)
- 2021 : 12 chansons pour jouer (album de compilation)
- 2023 : 12 chansons très nature (album de compilation)
- 2024 : 12 chansons pour voyager (ici ou là...) (album de compilation)

#### Coffrets
- Un coffret de 3 CD Henri Dès - Volume 1 (coffret 3 CD)
- Un coffret de 3 CD Henri Dès - Volume 2 (coffret 3 CD)
- Câlins en chansons avec Maman (coffret 3 CD)
- Je fais de la musique avec Henri Dès (coffret 3 CD)
- Les Petits trésors d'Henri Dès (coffret 3 CD)
- Les Bêtises d'Henri Dès (coffret 3 CD)

#### Contes et histoires
- 1991 : Les Belles Histoires de Pomme d'Api 1
- 1993 : Les Belles Histoires de Pomme d'Api 2
- 1995 : Les Belles Histoires de Pomme d'Api 3
- 2003 : Quand les chats étaient verts (livre-CD)
- 2009 : Les apprentis du goût (livre-CD)
- 2010 : Les Belles Histoires de Pomme d'Api (coffret 3 DVD)
- 2010 : Contes d'enfance (album et livre-CD)
- 2011 : Il était une fois… (livre-CD)[16]

#### Vidéo
- 1990 : Henri Dès Olympia 1990 (VHS et DVD)
- 1992 : Henri Dès avec Albert Le vert Olympia (VHS et DVD)
- 1993 : Henri Dès Olympia 1993 (VHS et DVD)
- 1996 : Henri Dès Olympia 1996 (VHS et DVD)
- 1998 : Henri Dès Olympia 1998 (VHS et DVD)
- 2000 : Henri Dès Olympia 2000 (VHS et DVD)
- 2003 : Henri Dès Olympia 2003 (VHS et DVD)
- 2004 : La grande aventure (DVD)
- 2006 : Henri Dès Olympia 2006 (DVD)
- 2009 : Henri Dès Olympia 2009 (DVD)
- 2011 : Henri Dès et Albert le Vert Olympia (DVD)
- 2012 : Tous en chœur avec Henri Dès (DVD)

### Disques pour adultes
- 1966 : Elle est belle
- 1967 : Je suis dans l'coup[17]
  - Face A : Je suis dans l'coup, Cyrano savait ça
  - Face B : Dans mon beau château, Ta coquille
- 1967 : Sur le toit de la gare (Odéon)[18]
  - Face A : Mathieu ; Frangins pour la nuit
  - Face B : Sur le toit de la gare ; Moi je te regarde
- 1968 : Bla Bla Blou
- 1968 : Maria Consuelo
  - Face A[19] : Maria Consuelo (remporte en 1969 le premier prix du Festival de Sopot[20]) ; Je suis allé voir la tienne qui connaissait un peu la mienne ;
  - Face B : Lettre à mon amour ;  C'est si bon le rêve
- 1969 : Y dit j y dis (Odéon)[21]
  - Face A : Y dit j y dis ; Les yeux de Marie
  - Face B : J'avais un enfant ; C'est mon aventure
- 1970 : Retour (Odéon)[22]
  - Face A : Retour (chanson représentant la Suisse au concours de l'Eurovision en 1970[23])
  - Face B : Sylvie[24]
- 1970 : Les trois amis (Odéon)[25]
  - Face A : Les Trois Amis
  - Face B : La guerre était presque finie
- 1971 : Mathilda (Odéon)[26]
  - Face A : Mathilda
  - Face B : Quand j'aime, je me tais
- 1972 : Les hommes sont partis
  - Face A[27] : Les hommes sont partis
  - Face B : Dors et à demain (remplacé par Chanson pour toi dans la version moderne)
- 1972 : J'ai retrouvé mon ami[28]
  - Face A : J'ai retrouvé mon ami
  - Face B : Malioué
- 1973 : Quand on revient d'ailleurs (Odéon)[29]
  - Face A : Quand on revient d'ailleurs
- 1974 : Semez l'amour (Odéon)[30]
  - Face A : Semez l'amour
  - Face B : Vivent les chansons
- 1975 : Douroum Doum Doum
- 1975 : Enregistrement public
- 1978 : Si c'était moi ? (Odéon)[31] (il s'agit du dernier disque pour adultes d'Henri Dès)
  - 1. La mode ; 2. Le temps perdu ; 3. Si c'était moi ? ; 4. La forêt ; 5. Le premier rendez-vous ; 6. Le phoque et la baleine vilaine ; 7. Chanson des vieux ; 8. En retrouvant ma vie ; 9. Les bottes au cul ; 10. La colombe noire
- 2018 : Quand on revient d'ailleurs

#### Collection Autrement
- 2022 : Autrement[32]
- 2023 : Autrement 2 - En ballade
- 2024 : Autrement 3 - En avant toute ![33]
- 2025 : Autrement 4 - Pour arroser mes fleurs

## Écrits

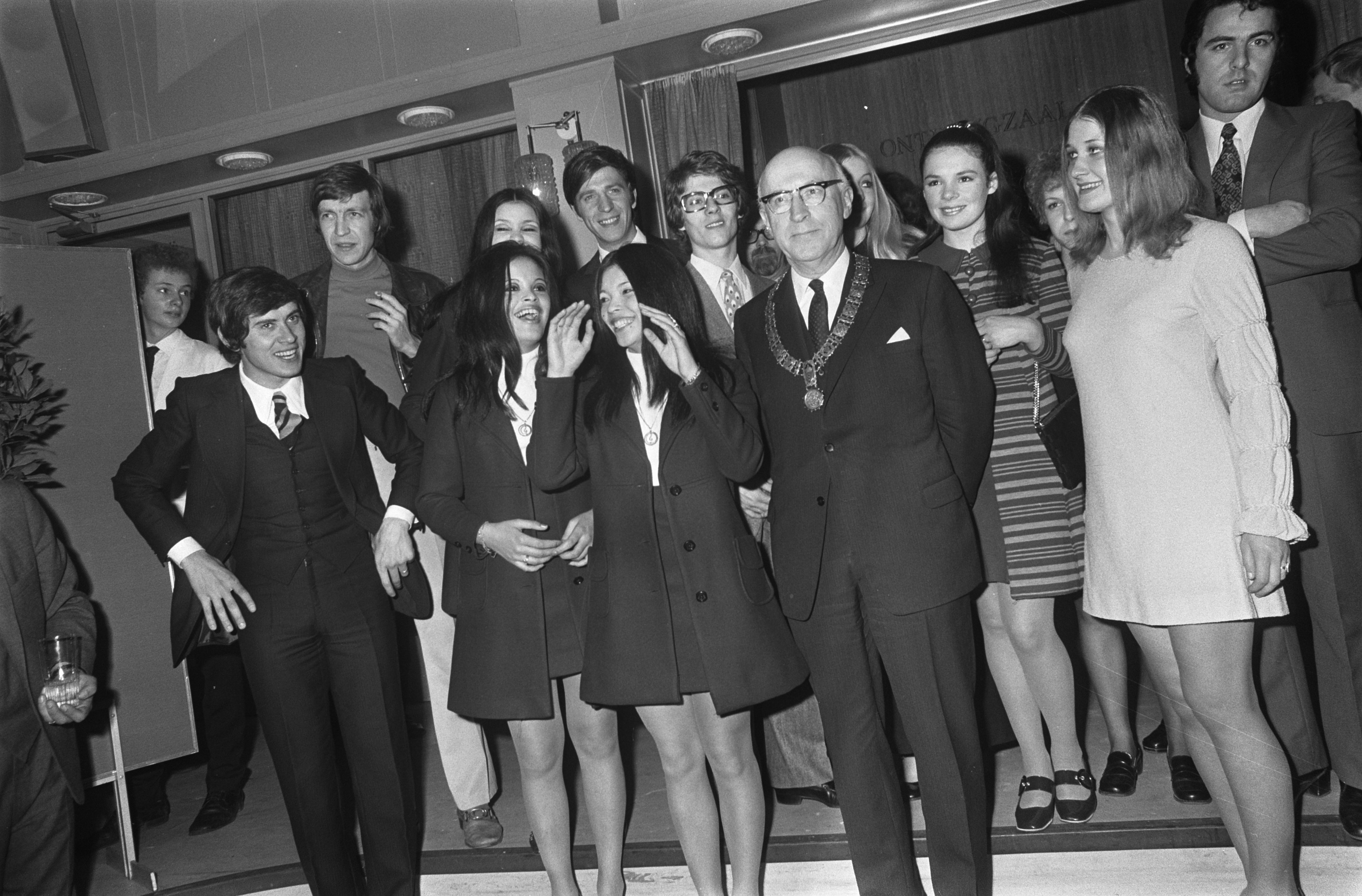
Henri Dès à l'Eurovision à Amsterdam.

- Henri Dès, Henri Dès chante et raconte Far-West, Éditions du Chêne, 2010
- Henri Dès, Henri Dès chante et raconte gâteaux, Éditions du Chêne, 2010
- Henri Dès, Henri Dès - Cache-cache, Les Éditions des Braques, 2010
- Henri Dès, Henri Dès - La petite Charlotte, Les Éditions des Braques, 2010
- Henri Dès, Henri Dès - Flagada, Les Éditions des Braques, 2011
- Henri Dès, Henri Dès - L'âne blanc, Les Éditions des Braques, 2012
- Henri Dès, Henri Dès - Casse-pieds, Les Éditions des Braques, 2013

## Télévision
- 1970 : Ne vous fâchez pas, Imogène ! de Lazare Iglesis
- 1981 - 1982 : Les visiteurs du mercredi.
- 2010 : Le Miroir, court métrage d'Antoine Tinguely et Laurent Fauchère.